# 高野彬夫
高野 彬夫（たかの あきお、1983年11月14日 - ）は、日本の元ラグビー選手。現在ジャパンラグビーリーグワンクボタスピアーズ船橋・東京ベイのアシスタントコーチを務めている。

## プロフィール
- 奈良県出身。
- 現役時代のポジションはセンター(CTB)。
- 身長 174 cm、体重 86 kg
- ニックネームはアキ。

## 来歴
ラグビーを始めたきっかけは花園で地元の天理高校が優勝した試合を観戦したことから。
2001年、天理高校卒業後、明治大学に入学。
2005年、明治大学ラグビー部の主将に就任。
2006年、明治大学卒業後、クボタスピアーズに加入。同年10月22日に行われたジャパンラグビートップリーグ第7節のNECグリーンロケッツ戦に途中出場で公式戦初出場を果たした。
2014年、クボタスピアーズを退団し、同年4月20日に行われた全早慶明3大学対抗戦で引退した。また同年度よりクボタスピアーズのテクニカルコーチに就任した。